# Valdáliga
Valdáliga es un municipio de la comunidad autónoma de Cantabria (España), situado a 58 kilómetros de Santander. Su extensión es de 97,76 km², lo que le convierte en uno de los mayores de esta autonomía, aunque su población no alcanza los 2200 habitantes.

## Geografía

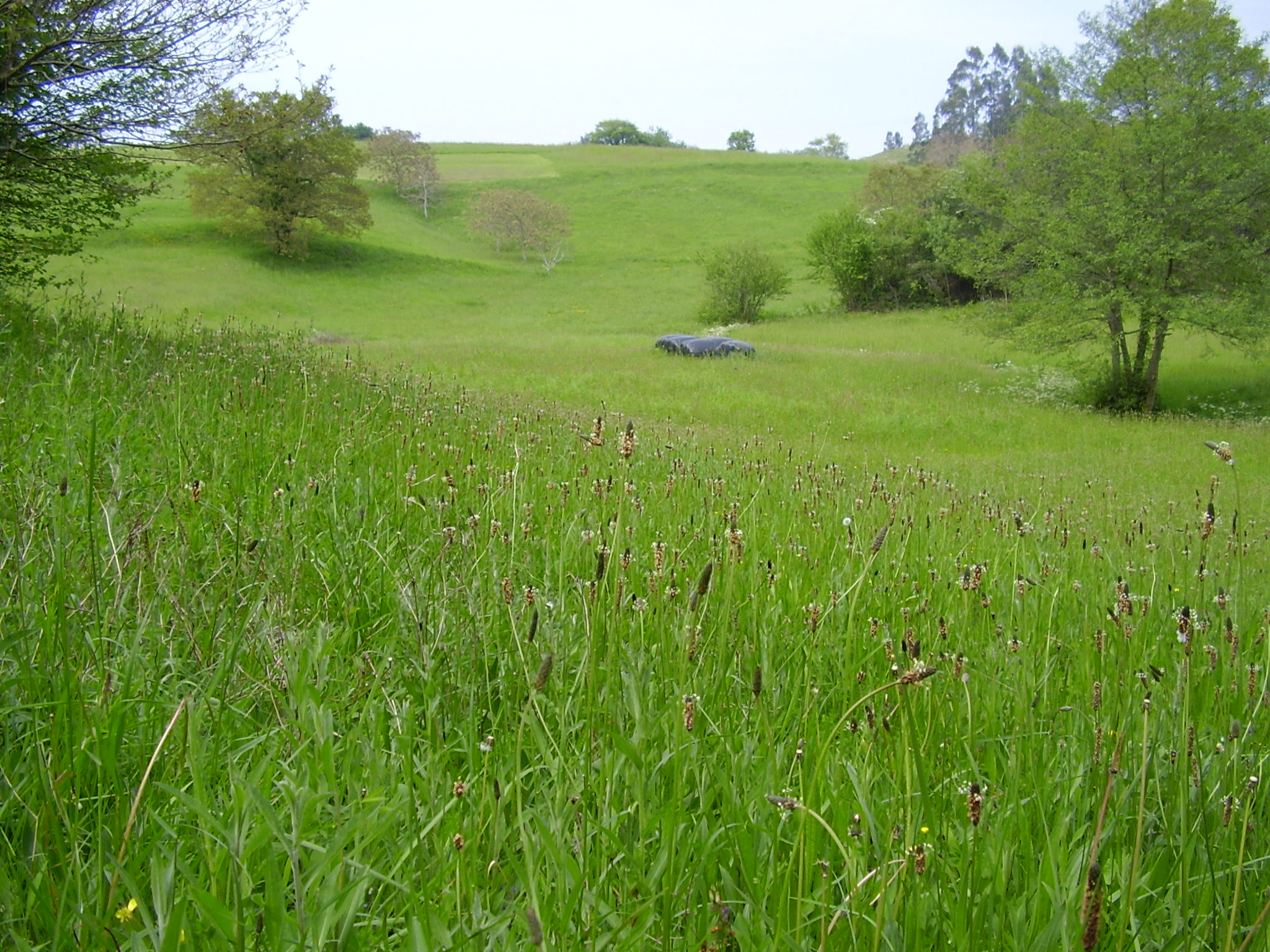
Prado de siega en Valdáliga

Integrado en la comarca de Costa Occidental, la capital municipal, Roiz, se sitúa a 54 kilómetros de Santander. El término municipal está atravesado por la Autopista del Cantábrico (A-8), por la carretera nacional N-634, entre los pK 253 y 264, por la carretera autonómica CA-131 (Comillas - San Vicente de la Barquera) y por carreteras locales que conectan las pedanías.
El norte del territorio se asoma al Mar Cantábrico mediante una amplia franja del Parque natural de Oyambre que incluye las playas de Oyambre y de la Rabia, al oeste de la ría de la Rabia, que hace de límite con Comillas, mientras que el sur se recuesta en las brumosas laderas de la Sierra del Escudo de Cabuérniga, donde nace el río Escudo, la principal vía fluvial. En las entrañas de esta sierra, Valdáliga guarda su más preciado tesoro compartido con el ayuntamiento de Rionansa: La cueva de El Soplao.  
La altitud oscila entre los 926 metros (pico Gándara) y el nivel del mar. La capital municipal se alza a 50 metros sobre el nivel del mar. 
| Noroeste: San Vicente de la Barquera | Norte: Mar Cantábrico    | Nordeste: Comillas              |
| Oeste: Herrerías                     |                          | Este: Udías y Cabezón de la Sal |
| Suroeste: Rionansa                   | Sur: Cabuérniga y Ruente | Sureste: Cabezón de la Sal      |

## Economía
De acuerdo con la Contabilidad Regional que realiza el Instituto Nacional de Estadística, en el año 2014 la renta per cápita de Valdáliga era de 11.077 euros por habitante, por debajo de la media regional que se sitúa en 13.631 € y la estatal (13.960 €).
Un 21 % de la población del municipio se dedica al sector primario, un 21,6 % a la construcción, un 12,6 % a la industria y un 44,8 % al sector terciario. En el municipio la tasa de actividad es de 49,4 % y la tasa de paro es de 10,2 %, mientras que la media en Cantabria está en torno al 52,5 % y 14,2 % respectivamente. Predomina por tanto en el municipio el sector servicios.

## Patrimonio
Destaca una casa-torre en Roiz, bien de interés cultural con categoría de monumento y, además, la casona de la Salceda en Treceño, bien inventariado.

## Demografía
Valdáliga cuenta con una población de 2153 habitantes (INE 2024).
| Gráfica de evolución demográfica de Valdáliga entre 1842 y 2021                                                     |
| |
| Población de derecho según los censos de población del INE Población de hecho según los censos de población del INE |

## Administración y política

### Gobierno municipal
Lorenzo Manuel González Prado (AVI) es el actual alcalde del municipio. 
| Partido político                         | 2023  | 2023  | 2023       | 2019  | 2019  | 2019       | 2015  | 2015  | 2015       | 2011  | 2011  | 2011       | 2007  | 2007  | 2007       | 2003  | 2003  | 2003       |
| Partido político                         | Votos | %     | Concejales | Votos | %     | Concejales | Votos | %     | Concejales | Votos | %     | Concejales | Votos | %     | Concejales | Votos | %     | Concejales |
| Agrupación Valdáliga Independiente (AVI) | 1264  | 83,76 | 10         | 1207  | 74,92 | 9          | —     | —     | —          | 1351  | 75,26 | 9          | 703   | 37,9  | 5          | —     | —     | —          |
| Partido Popular (PP)                     | 210   | 13,91 | 1          | 130   | 8,06  | 1          | 1294  | 75,98 | 9          | 154   | 8,58  | 1          | 539   | 29,06 | 3          | 1086  | 59,57 | 7          |
| Partido Regionalista de Cantabria (PRC)  | —     | —     | —          | 156   | 9,68  | 1          | 249   | 14,62 | 1          | 111   | 6,18  | 0          | 109   | 5,88  | 0          | 156   | 8,56  | 1          |
| Partido Socialista Obrero Español (PSOE) | —     | —     | —          | 113   | 7,01  | 0          | 137   | 8,04  | 1          | 160   | 8,91  | 1          | 499   | 26,90 | 3          | 556   | 30,50 | 3          |

### Organización territorial

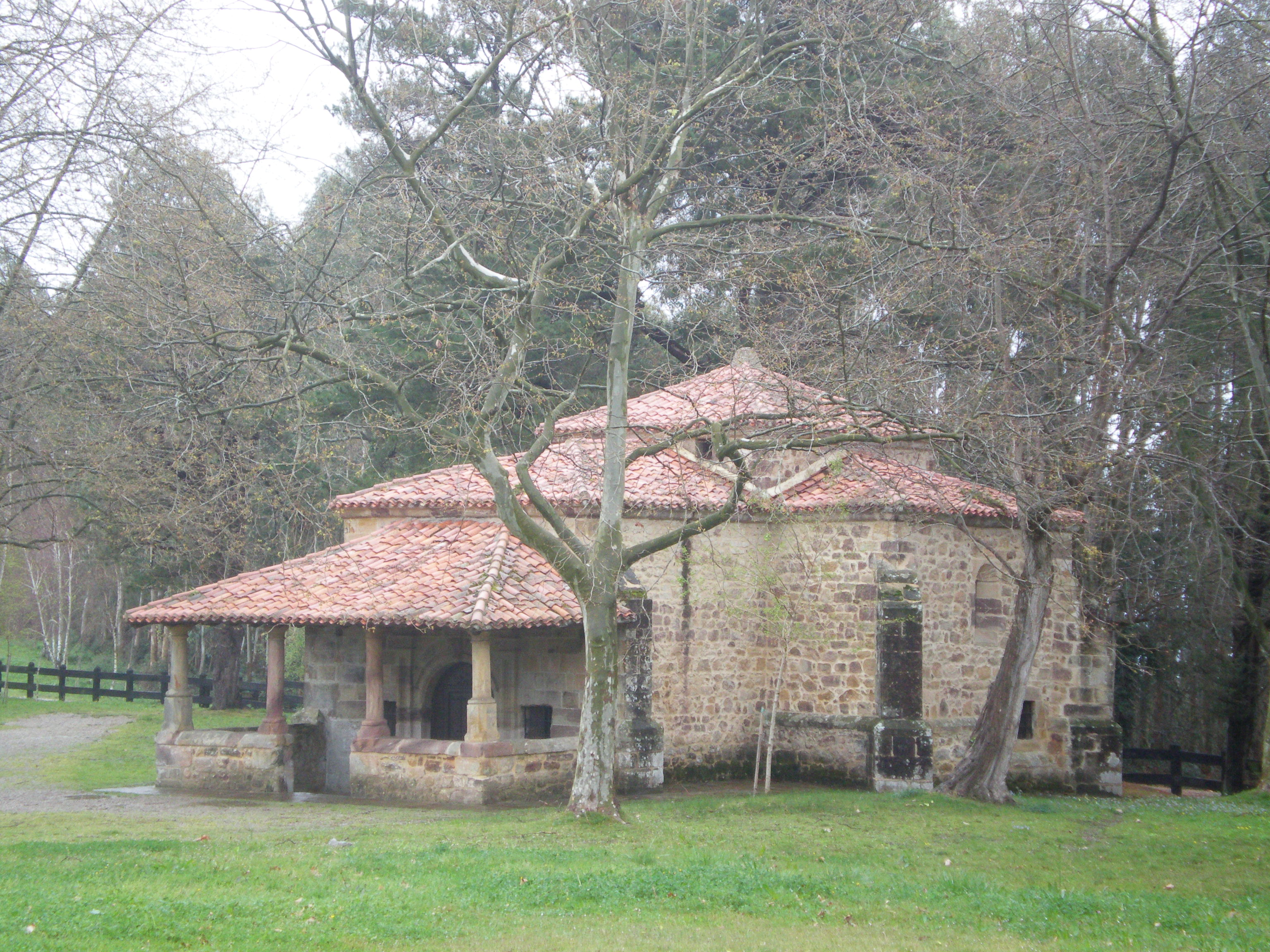
Ermita de San Antonio en Caviedes

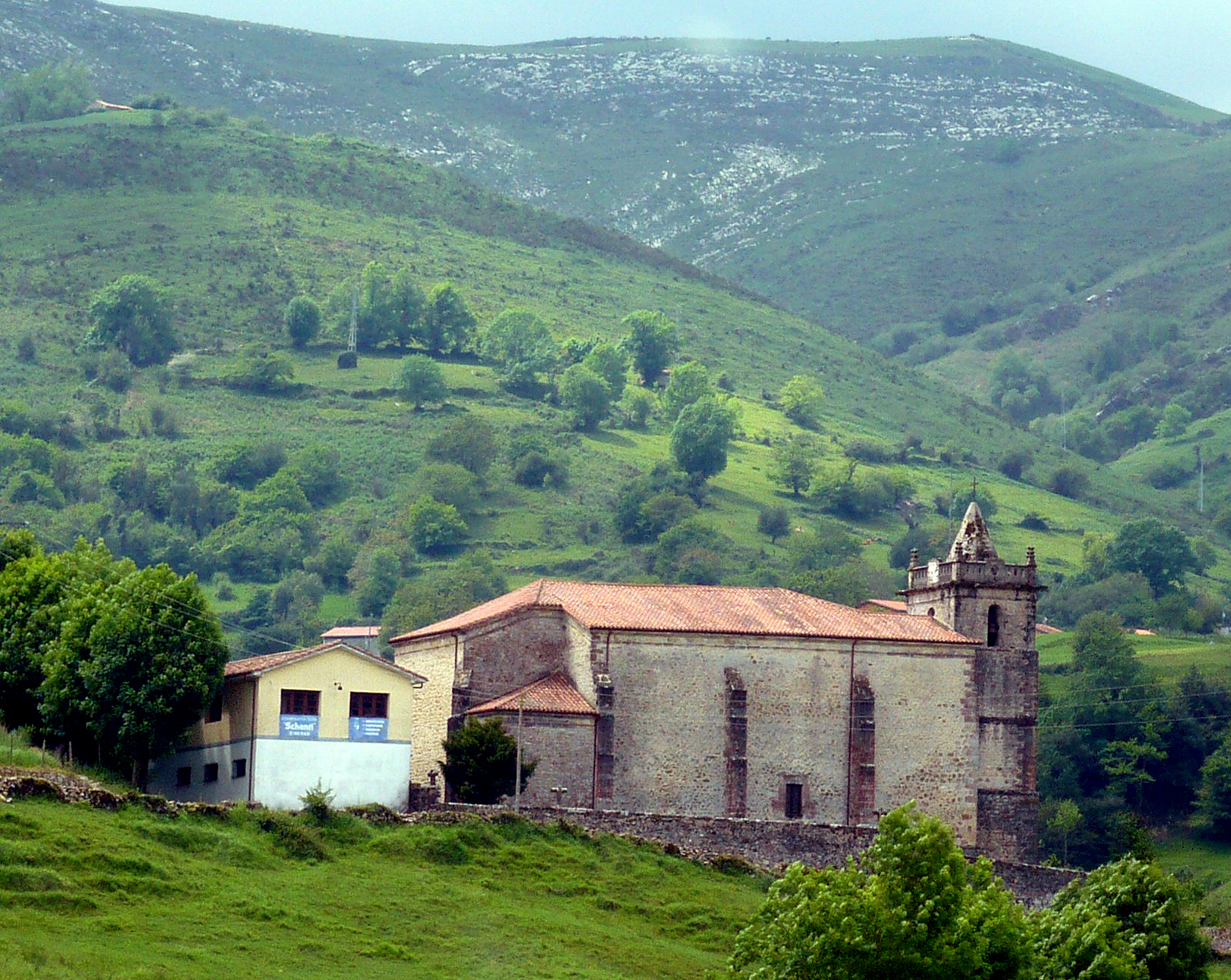
Roiz

El municipio se compone de siete localidades, a su vez divididas en diferentes núcleos de población:
- Caviedes:
  - Caviedes
  - San Pedro
  - Vallines
- Labarces:
  - Caviña
  - Labarces
  - La Mata
  - Villanueva
- Lamadrid:
  - Las Arenas
  - Arguedes
  - La Cantera
  - La Cotera
  - La Hoya
  - Losvía
  - La Peñía
  - Radillo
  - San Salvador
  - Sejo de Abajo
  - La Venta
- Roiz:
  - Bustillo
  - Bustriguado
  - La Cocina
  - La Concha
  - La Cotera
  - Las Cuevas
  - La Ganceda
  - El Mazo
  - Movellán
  - La Puente
  - El Vear
  - La Vega
- San Vicente del Monte:
  - Birruezas
  - Las Casas Nuevas
  - Los Corrales
  - La Ría
  - San Vicente del Monte
- El Tejo:
  - Cara
  - Ceceño
  - Larteme
  - Santa Ana
- Treceño:
  - El Ansar
  - La Herrería
  - Hualle
  - La Molina
  - La Plaza
  - Requejo
  - La Sierra
  - El Turujal